# Giampaolo Di Paola
Giampaolo Di Paola (ur. 15 sierpnia 1944 w Torre Annunziata) – włoski wojskowy, admirał, były szef sztabu obrony Włoskich Sił Zbrojnych oraz przewodniczący Komitetu Wojskowego NATO. Od 2011 do 2013 minister obrony w rządzie Mario Montiego.

## Życiorys
W 1963 rozpoczął karierę wojskową w ramach Marina Militare, włoskiej marynarki wojennej. W 1966 został absolwentem Akademii Marynarki Wojennej (Accademia Navale) w Livorno. W 1967 rozpoczął naukę w szkole kształcącej załogi okrętów podwodnych. Do początku lat 80. służył na tego typu jednostkach.
W 1981 studiował w NATO Defense College w Rzymie. Następnie do 1984 był urzędnikiem w Naczelnym Dowództwie Połączonych Sił Zbrojnych NATO na Atlantyku. W 1984 objął dowództwo jednej z fregat typu Maestrale – MM Grecale. Od 1986 do 1989 objął stanowisko szefa działu planowania i programowania w dyrekcji planowania finansowego marynarki wojennej. Następnie przez rok jako kapitan dowodził okrętem flagowym Marina Miltare – lotniskowcem MM Giuseppe Garibaldi. W 1990 powrócił do sztabu marynarki wojennej, pełniąc kolejno funkcje asystenta wykonawczego zastępcy szefa sztabu, szefa oddziału planowania i – w latach 1993–1994 – asystenta szefa sztabu ds. planowania i operacji wojskowych.
W 1994 w randze kontradmirała wszedł w skład sztabu obrony w Ministerstwie Obrony jako szef dyrektoriatu polityki obronnej. Stanowisko to zajmował do 1998. Następnie do 2001 był szefem gabinetu ministra obrony. W 1999 otrzymał nominację na wiceadmirała. Brał aktywny udział w planowaniu włoskiego udziału w akcjach na Bałkanach w latach 90. W 2001 powołano go na sekretarza generalnego obrony.
10 marca 2004 został mianowany na stopień admirała. Objął wówczas urząd szefa sztabu obrony Włoskich Sił Zbrojnych, który zajmował do 12 lutego 2008. W tym samym roku został powołany na przewodniczącego Komitetu Wojskowego NATO. 17 września 2011 w jego miejsce został wybrany generał Knud Bartels, dotychczasowy szef obrony Królestwa Danii.
16 listopada 2011 objął urząd ministra obrony w rządzie, na czele którego stanął Mario Monti. Zakończył urzędowanie 28 kwietnia 2013, jego następcą został Mario Mauro.
Żonaty z Robertą, ma dwie córki.

## Odznaczenia
Włoskie
- Wielki Oficer Orderu Wojskowego Włoch
- Krzyż Wielki Orderu Zasługi Republiki Włoskiej
- Medaglia Mauriziana
- Złoty Medal Zasługi za Długoletnie Dowództwo
- Medaglia d’onore di lunga navigazione marittima
- Krzyż Złoty za Długoletnią Służbę Wojskową

Zagraniczne i pozostałe
- Krzyż Komandorski z Gwiazdą Orderu Świętego Grzegorza Wielkiego (odznaczenie papieskie)
- Krzyż Wielki z Mieczami Orderu Pro Merito Melitensi (Zakon Maltański)
- Medal Zakonu Maltańskiego za operacje w byłej Jugosławii
- Medal UNMIK za operacje w Kosowie (NATO)
- Krzyż Wielki Świętego Konstantyńskiego Orderu Wojskowego Świętego Jerzego (odznaczenie domowe)
- Krzyż Wielki Orderu Bernardo O’Higginsa (Chile)
- Komandor Legii Honorowej (Francja)
- Komandor Orderu Narodowego Zasługi (Francja)
- Krzyż Wielki Orderu Westharda (Łotwa)[2]
- Wielki Oficer Orderu Infanta Henryka (Portugalia)
- Wielki Oficer Orderu Świętej Agaty (San Marino)
- Komandor Legii Zasługi (USA)[3]